# Helix (gruppo musicale)
Gli Helix sono una heavy metal band formata a Kitchener, Ontario, Canada nel 1974.
Dopo un lungo periodo come band locale in Canada, gli Helix riuscirono lentamente a costruirsi una ottima reputazione anche all'estero, grazie ad un contratto con la Capitol Records, e soprattutto al disco Walkin' the Razor's Edge del 1984, da cui venne estratta la hit più famosa, "Rock You". I lavori successivi confermeranno la loro popolarità di "mainstream" heavy metal band, risultando tra le band di spicco della scena canadese. Orientarono poi gradualmente le sonorità sul tipico hair metal americano fatto di cori, melodie trascinanti e power ballad. La pubblicazione del sesto disco Wild in the Streets decretò il declino del quintetto a causa delle scarse vendite negli States, che porteranno la Capitol a sciogliere il contratto con il gruppo. Dopo alcuni tentativi mal riusciti di rimanere sulla cresta dell'onda, i canadesi si convinsero a gettare la spugna nei primi anni 90, quando assistettero all'insorgere del grunge e alla morte del loro chitarrista Paul Hackman. Negli anni 2000, una nuova formazione portata avanti dall'unico sopravvissuto Brian Vollmer, pubblicò una serie di dischi sempre più vicini al vecchio sound tipicamente heavy metal e continua tuttora l'attività.

## Storia

### Gli inizi
La band canadese venne fondata in Ontario nel 1974 dall frontman Brian Vollmer, Ron Watson alla chitarra, Keith Zurbrigg al basso, Bruce Arnold alla batteria e Don Simmons alle tastiere. Questa prima formazione ebbe breve durata, e nel 1975 entrò nella band il chitarrista Brent Doerner a sostituzione di Ron Watson. L'anno successivo avviene un altro cambiamento che vedeva l'abbandono di Simmons e Arnold, mentre Brian Doerner, fratello di Brent Doerner, sostituì Arnold alla batteria, il tastierista non venne sostituito. Nel 1977 entra il secondo chitarrista Paul Hackman. Inizialmente sotto il nome di The Helix Field Band, il quintetto
esordì al fianco dei Max Webster nella loro città natale, nell'auditorium di Kitchener. Durante questi anni, si presentò un candidato a coprire il ruolo di bassista dal nome di Michael J. Fox. Vedendosi rifiutato dal gruppo, negli anni 80 Fox diverrà un celebre attore.
Il debutto discografico della band avvenne nel 1979 con il disco Breaking Loose. Poco dopo l'uscita dell'album, la band decise di effettuare qualche cambio di formazione. Keith Zurbrigg lasciò il posto di bassista a Mike Uzelac mentre Brian Doerner, che raggiunse la band Refugee, venne sostituito da Leo Niebudek. Nel 1982 il gruppo pubblica il secondo disco, White Lace & Black Leather.

### Il successo
I canadesi cominciarono a farsi notare nel circuito, e la Capitol Records si fece avanti nell'intento di metterli sotto contratto. Una volta accordati con la major, gli Helix suonarono di supporto ai Kiss nel 1982 in occasione del loro Lick It Up tour in Europa.
Gli Helix trovarono finalmente un batterista fisso, l'ex Starchild Greg Hinz al posto di Niebudek, col quale registrarono il terzo album No Rest for the Wicked nel 1983. Alcune date live li videro al fianco degli Headpins in Canada. In questo periodo assistiamo ad un altro cambio di formazione con Uzelac che lascerà il posto di bassista a Mark Rector, che durerà pochi mesi, sostituito da Daryl Gray. Gli Helix guadagnorono una buona sponsorizzazione sul canale MTV con la loro cover dei Spencer Davis Group "Gimme, Gimme Good Lovin", dove venne rivelato che una delle ragazze ritratte nel video fu la porno star Traci Lords. Nel 1986 l'attrice provocherà uno scandalo nel mondo del porno poiché si venne a sapere che era in realtà minorenne.
Il disco Long Way to Heaven permise alla band di raggiungere un altro successo guidato dal video The Kid's Are All a Shakin' che ricevette una buona sponsorizzazione negli States. Proprio da questo disco la band adottò un look sullo stile del hair metal in voga in quel periodo, cambiamento che fece storcere il naso a diversi critici, seppur le loro sonorità da sempre erano indirizzate su un heavy metal tendenzialmente più orecchiabile. Nonostante il disco avesse fallito nel tentativo di conquistare il pubblico statunitense come il suo predecessore, Long Way to Heaven vendette bene in Svezia.
Il disco Wild in the Streets del 1987, vedeva la partecipazione del tastierista Don Airey (celebre per le sue collaborazioni con Rainbow e Ozzy Osbourne) e il vecchio batterista Brian Doerner. La power ballad "Dream On" era una cover dei Nazareth, tratta dal loro disco 2XS del 1982. "She's Too Tough" era invece un brano dei Def Leppard composto nel 1985. Il brano avrebbe dovuto comparire nel loro disco Hysteria nel 1987, ma venne infine scartato. Il brano originale dei Def Leppard emerse appena nel 1993, nel disco Retro Active. Wild In The Streets ottenne presto l'oro nel loro paese d'origine, ma si posizionò appena alla 179ª posizione nella classifica di Billboard 200 negli Stati Uniti. Vennero estratti da questo la titletrack e "Dream On" (Nazareth). A causa delle scarse vendite, il gruppo perse poco dopo il loro contratto con la Capitol Records. Scaduto il contratto con la label nel 1989, venne pubblicata la raccolta Over 60 Minutes With...Helix che includeva due tracce inedite. Ma proprio in questo periodo la band cominciò a declinare, anche a causa dei diverbi interni, dell'abuso di sostanze e del difficile periodo finanziario.
Nel 1990 gli Helix si riprendono sorprendentemente dal periodo di crisi, firmando per la piccola etichetta H&S Records e pubblicando il loro settimo disco in studio Back for Another Taste, che venne prodotto da Tony Bongiovi (cugino di Jon Bon Jovi). La formazione era ora composta da Vollmer, Hackman, Gray e Hinz, con Doerner che apparirà nuovamente con ospite speciale dietro i tamburi. La band subì un cambio di look e di stile, ma non perse l'impronta che li aveva resi famosi. Vennero estratti due singoli e video dei brani "The Storm" e "Running Wild in the 21st Century". Approfittando della breve ripresa di popolarità, Vollmer fece racchiudere i primi due album nella raccolta The Early Years su doppio CD, edita nel 1991 per la Maximum Records.

### Il declino
Dopo la tragica morte del chitarrista Paul Hackman in un incidente causato dal capottamento del furgone sul quale si trovava in Columbia Britannica durante il 1992, la band entrò in crisi. I vari membri presero strade differenti e Vollmer iniziò a lavorare per il suo debutto solista.
A distanza di un anno venne pubblicato il disco It's a Business Doing Pleasure per la Aquarius Records. Questo era stato originariamente pensato con il disco solista di Vollmer, tuttavia l'etichetta insistette nel far pubblicare l'album sotto il nome degli Helix.
Da questo periodo Hackman venne sostituito da Greg Fraser dei canadesi Brighton Rock. Fraser entrò nella band durante il tour del disco. Nonostante sia stato accreditato per aver partecipato alle sessioni, apparendo anche sulla copertina, il chitarrista non partecipò alle registrazioni. Il chitarrista che suonò nel disco fu Mark Ribler. Venne girato il video di "That Day Is Gonna Come", un tributo in memoria del defunto Hackman che però non ottenne un buon successo. L'album vedeva la partecipazione speciale di Lee Aaron che contribuì alle parti vocali nel brano "Look Me Straight in the Heart", mentre Kim Mithcell suonò la chitarra solista in "Sleeping in The Doghouse Again". Altri ospiti speciali erano Rob Laidlaw dei Winter Rose e Gipsy Rose e nuovamente l'ex batterista Brent Doerner. Il lavoro fu un insuccesso in termini di vendite, e fu duramente criticato anche a causa del cambio di rotta verso il pop rock, che poco condivideva con il classico stile del gruppo, così la band si sciolse.
Durante i cinque anni successivi allo scioglimento, la band si riunì solamente per qualche concerto occasionale.
Vollmer si trasferì in Ontario con la sua famiglia svolgendo l'attività di maestro di canto. Tra i suoi studenti figurava la cantante del gruppo alternative metal canadese Kittie Morgan Lander.
Nel 1998 viene pubblicato il live album Half Alive comprendente vecchie tracce live ed alcune nuove tracce. Il disco vedeva la partecipazione di diversi musicisti come Gary Borden, Mark Chichkan, Chip Gall e Rick Mead. Half-Alive venne ben accolto dai fan che non vedevano una pubblicazione da anni. Ma la rinascita fu breve poiché Vollmer decise di interrompere il progetto per dedicarsi alla carriera solista.

### La ripresa
Nel 1999 la popolarità degli Helix cominciò a riemergere grazie a internet e E-bay, dove diversi album del gruppo vennero ristampati, oltre alla pubblicazione di altre raccolte. Ad esempio The Best of Helix: Deep Cuts comprendeva due tracce inedite, e venne pubblicata per la Razor & Tie Records. Poco dopo venne data alle stampe un'altra raccolta, B-Sides che racchiudeva tracce rare, demo e b-side. Questa presentava anche tre tracce inedite ("Jaws of The tiger", "Danger Zone" e "S.E.X.-Rated") registrate dalla formazione degli anni 80 composta da Vollmer, Gray, Hinz e Doerner. La Capitol ristampò alcuni dischi dei primi anni 80 che fino ad allora erano irreperibili in formato CD. Lo stesso anno Brian Vollmer pubblica il disco solista When Pigs Fly.
Vollmer e Gray riformarono gli Helix assoldando alcuni turnisti per piccoli tour in Canada. La costante attività live gli permise di crescere di popolarità e suonare in locali e festival sempre più importanti. La band pubblicò anche il DVD S.E.X.-Rated contenente le rare versioni video non censurate dei brani "Gimmie Good Lovin" e "Rock You", ed altri. Nel 2000 la formazione degli Helix era composta da Vollmer e Gray con l'aggiunta degli ex chitarristi dei Killer Dwarfs Jerry Finn e Mike Hall assieme al batterista Glen Gamble. L'anno successivo viene pubblicato il live album Live! In Buffalo, registrato a Buffalo, New York nel 1983. Seguirono altri tour canadesi, tra cui uno con Lee Aaron. Darren Smith degli Harem Scarem raggiunse la band nel ruolo di chitarrista nel primo 2002 in occasione di un tour.
Verso la metà del 2002 gli Helix erano ormai tornati in piena attività. Le vendite andavano bene come i tour, ma i fan aspettavano l'uscita di nuovo materiale. Finalmente dopo quasi dieci anni, venne annunciata la pubblicazione di un nuovo album. Allo stesso tempo, Vollmer lavorò per la realizzazione della sua autobiografia, che vedrà la pubblicazione verso la fine del 2002. Il brano degli Helix "Rock You" venne reinterpretato dalla pop punk band Sum 41, che inserirono nella colonna sonora del film canadese FUBAR: The Movie.
La nuova formazione degli Helix nel 2003 vedeva Vollmer al fianco dei chitarrista Shaun Sanders e Dan Fawcett, il bassista Jeff Fountain ed il batterista Glen Gamble. Nel 2004 l'ex chitarrista degli Helix Mike Hall fondò una nuova band chiamata Black Star, fronteggiata dal batterista degli Harem Scarme Darren Smith. Quello stesso anno gli Helix arruolarono la nuova coppia di chitarrista Rainer Wiechmann e Jim Lawson. Dopo undici anni, nel 2004 i nuovi Helix pubblicano il nuovo album in studio dal titolo di Rockin' In My Outer Space. Il disco comunque si distingue per le sonorità più moderne, che si distaccano in parte dalle linee classiche con cui divennero famosi. Con una formazione quasi completamente rivoluzionata, Vollmer si ripresenta nel 2007 con il disco The Power of Rock and Roll, orientato sull'hard rock degli esordi. Verso il settembre 2008 gli Helix annunciano l'uscita di un nuovo album che vede come tema il Natale. Previsto per l'ottobre '08, il nuovo disco sarà intitolato A Heavy Mental Christmas. Si tratta di un album composto da cover natalizie, molto similmente al disco dei Twisted Sister A Twisted Christmas, pubblicato nel 2006.

## Formazione

### Formazione attuale
- Brian Vollmer - voce (1974-oggi)
- Daryl Gray - basso (1983-2002, 2009-oggi)
- Jim Lawson - chitarra (2006-oggi)
- Sean Kelly - basso (2009-oggi)
- Rob MacEachern - batteria (2008-oggi)

### Ex componenti
- Don Simmons - tastiere (1974-1976)
- Bruce Arnold - batteria (1974-1976)
- Ron Watson - chitarra (1974-1975)
- Keith "Bert" Zurbrigg - basso (1974-1979)
- Denny Balicki-Blake - chitarra (1990-1992)
- Brian Doerner - batteria (1976-1980, 2004-2006)
- Leo Niebudek - batteria (1980-1982)
- Mike Uzelac - basso (1979-1983)
- Mark Rector - basso (1983)
- Paul Hackman - chitarra (1977-1992) (R.I.P.)
- Greg Hinz - batteria (1982-1997, 2009-2024)
- Greg Fraser - chitarra (1992-1996)
- Rick Mead - chitarra (1993-1996)
- Gary Borden - chitarra (1996-1998)
- Mark Chichkan - chitarra (1996-1999)
- Gerry Finn - chitarra (1998-2002)
- Shaun Sanders - chitarra (2002-2004)
- Dan Fawcett - chitarra (2002-2004)
- Rainer Wiechmann - chitarra (2004-2006)
- Glen Gamble - batteria (1998-2004)
- Jeff Fountain - casso (2003-2007)
- Cindy Wiechmann - tastiere (2004-2006)
- Brent Niemi - batteria (2006-2008)
- Rick VanDyk - chitarra (2006-2009)
- Paul Fonseca - basso (2007-2009)

## Discografia
Album in studio
- 1979 - Breaking Loose
- 1982 - White Lace & Black Leather
- 1983 - No Rest for the Wicked
- 1984 - Walkin' the Razor's Edge
- 1985 - Long Way to Heaven
- 1987 - Wild in the Streets
- 1990 - Back for Another Taste
- 1993 - It's a Business Doing Pleasure
- 2004 - Rockin' in My Outer Space
- 2006 - Get Up!
- 2007 - The Power of Rock and Roll
- 2008 - A Heavy Mental Christmas
- 2009 - Vagabond Bones
- 2014 - Bastard of the Blues
- 2019 - Old School

Live
- 1998 - Half Alive
- 2002 - Live! In Buffalo

Raccolte
- 1989 - Over 60 Minutes With...Helix
- 1999 - B-Sides
- 1999 - The Best of Helix: Deep Cuts
- 2000 - Back 2 Back Hits (Raccolta con le Vixen)
- 2004 - Rockin' You for 30 Years

Videografia
- 2001 - Sex Rated
- 2004 - 30th Anniversary Concert
- 2004 - 30 Years of Helix: No rest for The Wicked